# Bayankhongor (tỉnh)
Bayankhongor (tiếng Mông Cổ: Баянхонгор, nghĩa là Người yêu giàu có) là một trong 21 aimag (tỉnh) của Mông Cổ. Tỉnh nằm ở tây nam của đất nước, với diện tích 116.000 km, Bayankhongor là một trong những tỉnh có diện tích lớn nhất cả nước. Thủ phủ của tỉnh có cùng tên là Bayankhongor.

## Lịch sử
Bayankhongor được thành lập vào năm 1941 cùng với Hội đồng Công dân Bayankhongor. Tỉnh được hình thành từ 16 khu vực sum Bayankhongor và có khoảng 41 nghìn dân. Tỉnh ban đầu được đặt tên là Govi-Bumbugur, nhưng không lâu sau đó đã được đổi thành Bayankhongor.
Vào tháng 4 năm 1976, Bayankhongor đã nhận được giải thưởng Xô viết cho các sản phẩm chăn nuôi, thịt và len. Tỉnh đã nhận được sự trợ giúp từ Liên Xô cũ bao gồm các cơ sở hạ tầng và giáo dục. Tuy nhiên, Liên Xô cũng đã phá hủy một cách có hệ thống niềm tin tôn giáo cũng như các di sản trên địa bàn tỉnh, tiến hành thanh trừng tại các tu viện nổi tiếng như Tu viện Geegin và giết chết hàng nghìn sư sãi.
Zud, hay cơn bão lớn, xảy đến vào đầu năm 2000 đã tàn phá ngành chăn nuôi và nền kinh tế nói chung của Bayankhongor. Zud cũng bắt buộc tỉnh phải thay đổi về mặt xã hội khi ngày càng ít người sống bằng nghề chăn nuôi gia súc trong khi càng nhiều người chuyển đến tỉnh lị để tìm việc làm. Tổng dân số của tỉnh hiện nay là khoảng 80.000, ước tính trong số đó có 25-35.000 dân sống tại tỉnh lị.

## Địa lý
Bayankhongor khá đa dạng về địa hình, điển hình là ba hình thái: các dãy núi và rừng Khangai ở phía bắc, vùng thảo nguyên trung tâm, và vùng đất khô cằn thuộc sa mạc Gobi ở phía nam.
Phía bắc giáp tỉnh Arkhangai, phía nam giáp khu tự trị Nội Mông của Trung Quốc, phía đông giáp cac tỉnh Övörkhangai và Ömnögovi, phía tây giáp tỉnh Govi-Altai.
Bayankhongor có hai rặng núi chính, dãy núi Khangai ở phía bắc và dãy núi Altay ở khu vực trung tâm. Ikh Bogd là ngọn núi cao nhất trong tỉnh với 3957 mét, là một phần của dãy Altai và nằm tại sum Bogd.
Hồ lớn nhất tại Bayankhongor là Orog Nuur và Böön Tsagaan Nuur, nằm trên khu vực bán hoang mạc ở trung tâm của tỉnh (Thung lũng Hồ giữa hai dãy núi Khangai và Altai), ngoài ra còn một số hồ khác. Vì có các dãy núi bao quanh nên các hồ tại Thung lũng Hồ không thể thoát nước và do vậy nước trong hồ là nước mặn.
Dãy núi Khangai ở phía bắc gồm có một số suối nước khoáng nóng và lạnh. Shargaljuut, một thị trấn cách tỉnh lị 54 km về phía bắc, có tới 300 suối và đã phát triển một khu nghỉ dưỡng nổi tiếng để tận dụng ưu thế tự nhiên của mình. Các nguồn nước khoáng trong các suối khác nhau được người dân địa phương sử dụng để chữa trị một số bệnh. Hơn nữa, có một số ốc đảo tại khu vực sa mạc phía nam của tỉnh, hầu hết nằm tại khu vực Shinejinst. Ốc đảo nổi tiếng nhất tên là Ekhiin-Gol, từng là nơi sinh sống của Lạt-ma Dambijant hay còn gọi là Ja Lạt-ma, một nhà cách mạng biến thành kẻ cướp vào đầu thể kỷ 20.

## Hoang dã
Bayankhongor có nhiều số lượng động vật hoang dã thuộc nhiều loài khác nhau, tuy nhiên hiện nay nhiều loài trong số chúng đang gặp nguy hiểm. Mặc dù các khu vực hoang dã trong tỉnh được bảo vệ, số lượng các loài động vật như báo tuyết, chuột nhảy tai dài, lừa hoang Mông Cổ và lạc đà hai bướu đang suy giảm nhanh chóng. Số lượng gấu Gobi, một loài gấu nâu hiện được ước tính chỉ còn dưới 50 cá thể. Trên một phương diện khác, các cư dân của Bayankhongor được tuyên truyền rằng tỉnh mình có số lượng marmot (rái cá cạn) nhiều nhất trong cả nước. Các hồ nước mặt tại khu vực trung tâm có bề mặt lóm, đặc biệt là các khu vực như Boon Tsaagan Nuur và Orog Nuur  có những loài chim đang gặp nguy hiểm như bồ nông cánh cong (Dalmatian Pelican) và cò di (Relict Gull). Tất cả các hồ này đều được bảo vệ thông qua một quy ước tên là "Hiệp định Thế giới Ramsar về đa dạng động vật hoang dã". Các loài động vật được thuần hóa tại in Bayakhongor là lạc đà hai bướu, cừu, dê, bò Tây Tạng, bò, và con lai giữa bò Tây Tạng và bò được gọi là khainag.

## Du lịch

### Bảo tàng
Có hai bảo tàng tại tỉnh lị, Bảo tàng Lịch sử và Dân tộc học và Bảo tàng Lịch sử Tự nhiên. Bảo tàng Lịch sử và Dân tộc học có các hiện vật từ lối sống du cư truyền thống các thông tin về lễ kết hôn hay trang phục truyền thống. Bảo tàng cũng có một số hiện vật tại Bayankhongor dưới thời Mãn Thanh, còn trong hiện vật tôn giáo, nổi tiếng là cặp tượng Đa-la Lục và Trắng, kinh Jadamba, và áo choàng shaman. Bảo tàng Lịch sử Tự nhiên có một số mẫu khoáng trên địa bàn tỉnh như đá cẩm thạch hay đá núi lửa, cũng như hiện vật các loài động vật đặc hữu được nhồi một số chất liệu vào trong để tăng tính sinh động. Điểm nổi bật nhất của bảo tàng là bộ xương hoàn chính của một con khủng long Tarbosaurus và một hóa thạch rùa 130 triệu năm tuổi được tìm thấy tại Bugiin Tsav (khe núi Bugiin) trên sa mạc Gobi.

### Công viên
Tại tỉnh lị Bayankhongor có một số công viên như công viên Khủng Long hay Công viên Thiếu Nhi. Công viên Khủng Long có các mô hình của nhiều loài khủng long được tìm thấy ở khu vực phía nam của tỉnh. Cũng có một mô hình nhà yurt mở cửa cho du khách. Không giống như tên gọi, công viên Thiếu Nhi là một công viên thiên nhiên với các lối đi có nhiều cảnh vật cùng các loài thực vật đặc hữu. Tuil Gol (gol nghĩa là sông trong tiếng Mông Cổ) chạy dọc qua đô thị khiến cho cho nơi đây trở thành một điểm dã ngoại thú vị, và núi Ikh Nomgun Mountain có thể là một địa điểm cần du khách chinh phục.

### Tu viện
Mặc dù các tu viện nổi tiếng tại Bayankhongor đều đã bị phá hủy dưới thời thanh trừng Xô viết, tuy nhiên kể từ sau khi Mông Cổ chuyển sang chế độ dân chủ vào năm 1990, đã có một làn sóng tái xây cất và tái liên hệ với các di sản Phật giáo.
Hiện có hai tu viện nằm tại tỉnh lị Bayankhongor. Toàn bộ đô thị bao quanh một ngọn đồi linh thiêng và không được xây dựng công trình gì thêm trên ngọn đồi này. Trên đỉnh đồi là một bảo tháp, và có một tu viện nhỏ với 10 nhà sư nằm trên đồi. Tu viện còn lại lớn hơn và được gọi là Lamyn Gegeenii Gon Gandan Dedlin Khiid, được xây từ năm 1991. Tu viện xưa kia mang tên gọi này vốn nằm cách thành phố 30 km và từng là nơi tu luyện của trên 10.000 sư thầy và lạt-ma và khiến nó trở thành tu viện lớn và nổi bật nhất trong nước. Tuy nhiên, các kiến trúc của tu viện này đã bị chính quyền cộng sản phá hủy còn các sư thầy đã bị giết hại hay bắt buộc chối bỏ đức tin của mình vào năm 1937. Tu viện hiện nay là nơi tu luyện của 50 sư thầy, và nét đặc trưng là một bức tượng Tất-đạt-đa Cồ-đàm khổng lồ và hai bức tượng Đa-la màu Lục và Trắng theo mẫu của hai bức tượng tại Bảo tàng Lịch sử và Dân tộc học của Bayankhongor.
Amarbuyant Khiid, nằm cách 50 km về phía tây của Shinejist, từng là nơi cư ngụ của Thổ-đan Gia-mục-thố tức Đạt-lai Lạt-ma thứ 13 cùng trên 1000 sư thầy. Đức Đạt-lai Lạt-ma lưu lại nơi này trong 10 ngày vào năm 1904 trong hành chính từ Lhasa đến Urga. Trong chuyến thăm, ngài đã cho xây một ovoo nhỏ mà hiện vẫn còn lại giữa đống đổ nát của tu viện Gegeen, vốn đã bị chính quyền cộng sản thanh trừng vào năm 1937. Quá trình phục dựng dần khá phức tạp đã bắt đầu vào thập kỷ 1990 sau khi chế độ cộng sản sụp đổ.

### Các khu vực bảo tồn
Có hai khu vực bảo tồn trong tỉnh Bayankhongor. Gobi A: Khu bảo tồn Hoàn toàn nằm tại phía nam giáp với Trung Quốc và tỉnh Omnogovi. Trong đó có rất nhiều loài có nguy cơ tuyệt chủng như gấu Gobi Bear và Tắc kè Zam. Khu vực thứ nhì là Công viên quốc gia Gobi Gurvansaikhan, được biết đến với các khu di chỉ hóa thạch rộng lớn, các đụn cát mang tính biểu tượng, hẻm núi băng, và phong cảnh núi non tươi đẹp ngoài ra còn có trên 200 loài chim và 600 chủng loại thực vật. Cả hai khu vực này đều là những địa điểm du lịch thông dụng đối với cả du khách Mông Cổ và ngoại quốc.

### Bản khắc đá và hóa thạch
Tsagaan Agui (Động Trắng) từng là nơi cư trú của những người từ thời kỳ đồ đá cách nay 700.000 năm. Theo các nhà nghiên cứu, các đường kẻ pha lê ở bên trong động từng là một địa điểm linh thiêng của những cư dân này.
Di chỉ Tsagaan Bulag (Suối Trắng) gần đó có lẽ là một địa điểm linh thiêng khác đối với các cư dân cổ. Vết lồi màu trắng tại một bản vẽ mờ nhạt miêu tả dáng vẻ con người hiện vẫn còn có thể nhìn thấy. Những hình dáng này, mặc dù trông giống con người, xuất hiện các đặc điểm khác thường như tai to hay bàn tay bị dị hình. Không ai biết nguồn gốc của các bản vẽ, nhưng một số người dân địa phương tin rằng chúng được tạo ra bởi người ngoài hành tinh.
Bayangiin Nuruu (tạm dịch là Sườn núi Giàu có) là một di chỉ khác với các trạm khắc trên đá được bảo quản tốt có niên đại từ năm 3000 TCN. Mặc dù không có niên đại lâu như các di chỉ khác, các bức vẽ tại Bayangiin Nuruu khá rộng và được bảo quản tốt, miêu tả cảnh sinh hoạt hàng ngày của con người vào thời điểm đó.
Các hóa thạch khủng long cũng được tìm thấy trong các khe núi và thung lũng ở phía đông nam của tỉnh Bayankhongor. Các di chỉ được biết đến là Bugiin Tsav, Yasnee Tsav, và Khermen Tsav.

## Giao thông
Sân bay Bayankhongor (BVN/ZMBH) có hai đường băng và có từ hai đến ba chuyến bay mỗi tuần đến hoặc đi thủ đô Ulan Bator tùy theo mùa. Cũng có các chuyến xe khách hàng ngày đi hoặc đến Ulan Bator (khởi hành từ Trung tâm Rồng tại Ulaanbaatar vào lúc 8 giờ sáng) và dừng tại thị trấn Arvaikheer, cũng như một số ít hơn các xe khách đi từ thủ đô về các tỉnh phía tây như Gobi-Altai và Khovd. Việc đi lại tới các sum trong tỉnh thường là bằng các xe khách cỡ nhỏ.

## Hành chính

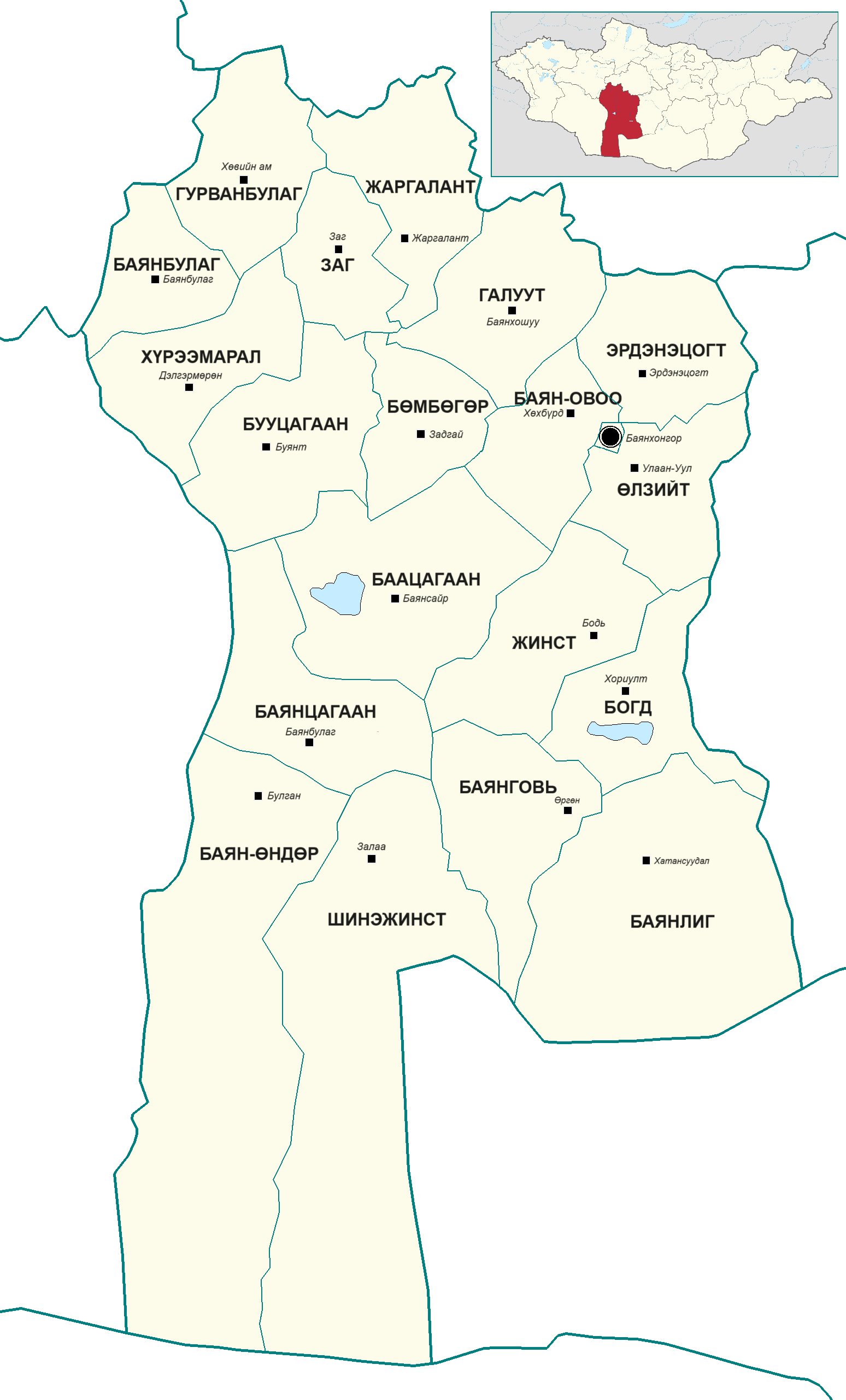
Các sum của Bayankhongor

| Sum            | Tiếng Mông Cổ | Dân số (cuối năm 2000) | Dân số (cuối năm 2006) | Trung tâm sum Dân số (cuối năm 2006) | Diện tích (km²) | Mật độ (/km²) |
| -------------- | ------------- | ---------------------- | ---------------------- | ------------------------------------ | --------------- | ------------- |
| Baatsagaan     | Баацагаан     | 4.526                  | 3.568                  | 422                                  | 7.447           | 0,48          |
| Bayan-Öndör    | Баян-Өндөр    | 2.692                  | 2.559                  | 548                                  | 16.891          | 0,15          |
| Bayan-Ovoo     | Баян-Овоо     | 3.043                  | 2.912                  | 731                                  | 3.244           | 0,90          |
| Bayanbulag     | Баянбулаг     | 2.252                  | 2.143                  | 463                                  | 3.170           | 0,68          |
| Bayangovi      | Баянговь      | 2.903                  | 2.703                  | 628                                  | 4.662           | 0,58          |
| Bayankhongor * | Баянхонгор    | 20.501                 | 26.588                 | 26.588                               | 64              | 415,44        |
| Bayanlig       | Баянлиг       | 3.842                  | 3.316                  | 805                                  | 11.918          | 0,28          |
| Bayantsagaan   | Баянцагаан    | 3.946                  | 3.599                  | 634                                  | 5.395           | 0,67          |
| Bogd           | Богд          | 3.226                  | 2.900                  | 613                                  | 3.983           | 0,73          |
| Bömbögör       | Бөмбөгөр      | 2.755                  | 2.584                  | 656                                  | 3.044           | 0,85          |
| Buutsagaan     | Бууцагаан     | 4.258                  | 3.452                  | 901                                  | 5.840           | 0,59          |
| Erdenetsogt    | Эрдэнэцогт    | 5.158                  | 4.235                  | 933                                  | 4.100           | 1,03          |
| Galuut         | Галуут        | 5.275                  | 4.012                  | 644                                  | 5.047           | 0,79          |
| Gurvanbulag    | Гурванбулаг   | 2.915                  | 2.594                  | 350                                  | 4.442           | 0,58          |
| Jargalant      | Жаргалант     | 4.374                  | 3.173                  | 697                                  | 4.175           | 0,76          |
| Jinst          | Жинст         | 2.352                  | 2.023                  | 376                                  | 5.313           | 0,38          |
| Khüreemaral    | Хүрээмарал    | 2.466                  | 2.064                  | 325                                  | 4.328           | 0,48          |
| Ölziit         | Өлзийт        | 3.721                  | 3.353                  | 661                                  | 3.853           | 0,87          |
| Shinejinst     | Шинэжинст     | 2.469                  | 2.187                  | 319                                  | 16.501          | 0,13          |
| Zag            | Заг           | 2.440                  | 2.264                  | 592                                  | 2.561           | 0,88          |

* - Tỉnh lị Bayankhongor